# 갈홍기
갈홍기(葛弘基, 1906년 4월 14일 ~ 1989년 8월 25일)는 일제강점기, 대한민국의 감리교 목사 겸 정치인, 외교관이다. 호는 상파(想坡). 창씨개명 후의 이름은  가쓰라기 히로키(葛城弘基)이다.

## 생애
경기도 강화군에 사립학교를 설립한 교육자이자 유지인 갈형대(葛亨大)의 아들로 1906년에 태어났다. 개신교 집안에서 성장하여 배재고등보통학교와 연희전문학교 문과대학 문과를 1928년에 졸업 하였고 미국에 유학하여 개렛 신학교와 시카고 대학교에서 신학을 공부했다. 귀국한 뒤에는 연희전문학교의 교수로 근무하면서 감리교신학교에서도 종교철학을 강의했다.
1937년 창영교회 초대 담임목사로 부임하여 2년 동안 시무했다. 1943년에는 일본기독교조선감리교단의 연성국장을 맡아 교단의 지도자급 인물이 되었다. 태평양 전쟁으로 교단 내에도 황민화 운동 등이 활발히 벌어지던 시기에 이같은 역할을 맡은 갈홍기는 정춘수, 이동욱, 심명섭 등과 함께 감리교단의 대표적인 친일 목회자로 꼽히게 되었다.
1938년 인천 지역에서 조직된 인천기독교연합회 서무를 담당한 것을 시작으로 여러 종교가 연합하여 학병 지원 독려를 위해 조직한 조선전시종교보국회에 감리교 대표로 포함되었고 지방 순회강연을 벌이며 황도기독교의 수립과 전쟁 지원을 역설했다. 《대화세계》 기자를 지냈으며 유서 깊은 상동교회를 폐쇄하고 세운 황도문화관 관장에 임명되기도 하였다.
광복 후 발간된 《감리교회 배신배족 교역자 행장기》에서 이같은 행적이 폭로되는 등 친일 행적으로 인해 비난을 받으면서 감리교 일부와의 관계는 소원해졌으나 숙명여자대학교 교수를 잠시 거쳐 이승만 정부에서 고위 관료로 발탁되어 활동 반경을 정관계 쪽으로 넓히게 되었다. 주일대표부 참사관과 한일회담 대표를 시작으로 외무부 차관을 지냈으며 특히 1953년부터 3년간 공보처장으로 활동하며 이승만 대통령의 이념적 대변인이라는 평을 들었다.
당시 이승만은 단독 북진도 불사하는 북진통일론을 내세우고 있었으며 남북 간의 평화는 일시적일 수밖에 없다는 호전적인 입장 때문에 평화회담을 촉구하는 국제사회 일각의 비판을 받고 있었다. 갈홍기는 이같은 이승만의 입장을 충실히 대변했고 사사오입 개헌 때도 사실상 이승만의 종신 대통령직을 보장하는 내용의 개헌을 안보를 핑계삼아 옹호하여 비난을 받았다. 공보처장 시절인 1955년 저술한 《대통령 이승만 박사 약전》에서 이승만을 예수나 석가모니와 같은 성인에 비유하며 찬양한 바도 있다.
공보처장 직을 물러난 뒤에는 대한농구협회 회장(1956년)과 주 말레이시아 대한민국 대사(1967년), 아스팍 사회문화센터 사무국장(1973년) 등을 지냈으며 미국 캘리포니아주에서 사망했다.

## 사후
2008년 공개된 민족문제연구소의 친일인명사전 수록예정자 명단의 종교 부문에 선정되었으며 2009년 친일반민족행위진상규명위원회가 발표한 친일반민족행위 705인 명단에도 포함되었다. 연세대학교 교내 단체인 민주노동당 학생위원회가 2005년 선정 발표한 '연세대학교 친일파 명단'에도 들어 있다.
말년인 1980년대 중반 출간한 삼성문화사 판본의 《삼국지》가 해적판으로 인정되는 판본을 거의 그대로 베낀 사실이 뒤늦게 드러나기도 했다.

## 같이 보기
- 창영교회
- 사사오입 개헌

## 참고 자료
- 반민족문제연구소 (1994년 3월 1일). 〈갈홍기 : 이승만 정부의 충실한 이념적 대변인 (김흥수)〉. 《청산하지 못한 역사 2》. 서울: 청년사. ISBN 978-89-7278-313-8.
- 정진오 (2007년 3월 7일). “[인천인물 100人·69]신학박사 갈홍기 - 일제·이승만·박정희… 충실한 정권 하수인 '배신배족' 그 부끄러운 이름이여…”. 경인일보. 2007년 12월 29일에 확인함.